# Ein Weg
Ein Weg ist ein deutsches Filmdrama des Regisseurs Chris Miera. Es kam am 11. Januar 2018 in die deutschen Kinos.

## Handlung
Andreas und Martin sind schon seit über 15 Jahren ein Paar. Nachdem Martins Sohn Max ausgezogen ist, haben beide wieder mehr Zeit für sich und verbringen im November einen Urlaub an der Ostsee. Vor Ort scheinen jedoch beide unterschiedliche Erwartungen zu haben. Das Wetter ist schlecht und Martin wäre doch lieber zu Hause geblieben. Andreas reißt sich die Kleider vom Leib und schmeißt sich in das kalte Meer. Voller Sorge versucht Martin, ihn zurückzuziehen und schluckt das salzige Wasser, als er stolpert. Zurück in ihrem Ferienhaus ist die Stimmung durchwachsen.

## Kritik
Der Filmdienst urteilte, der Film sei ein „Beziehungsdrama ohne dramatische Zuspitzungen, aber mit vielen feinen Zwischentönen und Nuancen“. Das „angenehm unprätentiöse Filmdebüt“ strahle „trotz kleinerer inszenatorischer Schwächen“ eine „ungewöhnliche Intensität und Lebendigkeit“ aus.

## Premiere
Der Film feierte 2017 auf der Berlinale seine Weltpremiere. Der deutsche Kinostart war am 11. Januar 2018.

## Auszeichnungen
- Nominiert für den Teddy Award 2017
- Nominiert für den Preis der deutschen Filmkritik 2018 (Bestes Spielfilmdebüt)[5]